# Mickael Pichon (motorcrosser)
Mickaël Pichon (Le Mans, 13 februari 1976) is een voormalig Frans motorcrosser. 

## Carrière
Pichon debuteerde in het wereldkampioenschap 125cc op Honda met een 19e plaats in het eindklassement.
Pichon reed van 1995 tot 1999 in het supercross-circuit in de Verenigde Staten; daar werd hij tweemaal kampioen in de 125cc-klasse, op Kawasaki (1995 en 1996). Vanaf de tweede helft van het seizoen 1999 deed hij weer mee in het wereldkampioenschap 250cc (later MX1). Hij werd tweemaal wereldkampioen in de 250cc-klasse, in 2001 en 2002 (op Suzuki). In totaal won hij 38 grote prijzen meetellend voor het wereldkampioenschap.
Na twee seizoenen met Honda in de MX1-klasse (2004: 2e; 2005: 5e in het wereldkampioenschap) trad hij in 2006 aan voor het merk KTM. Hij werd echter ziek aan het begin van het seizoen. Nader onderzoek wees uit dat hij mononucleosis had. Eind juni van dat jaar besloot hij om een punt te zetten, niet alleen achter het seizoen 2006 maar ook achter zijn gehele internationale carrière, en enkel nog kleinere wedstrijden te rijden.
In 2009 maakte hij evenwel zijn comeback in het wereldkampioenschap MX1. Hij kreeg een plaats in het Honda Martin-team voor de grote prijzen van Engeland, Frankrijk en Duitsland, als vervanger van de geblesseerde Kevin Strijbos en Marc de Reuver. In de GP van Engeland in Mallory Park (31 mei) werd hij zesde, in de GP van Frankrijk in Ernée (7 juni) werd hij zevende, en in de GP van Duitsland in Teutschenthal (21 juni) werd hij achtste. Met enkel deze drie GP's te rijden werd hij 21ste in het WK.

## Palmares
- 1995: AMA SX Lites kampioen
- 1996: AMA SX Lites kampioen
- 2001: Wereldkampioen 250cc
- 2002: Wereldkampioen 250cc

| 1                  | 1994       | Frankrijk          | Sourdeval            |
| 250cc-klasse       |            |                    |                      |
| 2                  | 2000       | Portugal           | Águeda               |
| 3                  | 2000       | Italië             | Mantova              |
| 4                  | 2000       | Tsjechië           | Loket                |
| 5                  | 2001       | Spanje             | Bellpuig             |
| 6                  | 2001       | Nederland          | Valkenswaard         |
| 7                  | 2001       | Australië          | Broadford            |
| 8                  | 2001       | Europa (Duitsland) | Teutschenthal        |
| 9                  | 2001       | Wallonië           | Spa-Francorchamps    |
| 10                 | 2001       | Frankrijk          | Ernée                |
| 11                 | 2001       | België             | Namen                |
| 12                 | 2001       | Duitsland          | Gaildorf             |
| 13                 | 2001       | Italië             | Castiglione del Lago |
| 14                 | 2001       | Oostenrijk         | Kärntenring          |
| 15                 | 2002       | Nederland          | Valkenswaard         |
| 16                 | 2002       | Spanje             | Bellpuig             |
| 17                 | 2002       | Frankrijk          | Saint-Jean-d'Angély  |
| 18                 | 2002       | Italië             | Castiglione del Lago |
| 19                 | 2002       | Oostenrijk         | Kärntenring          |
| 20                 | 2002       | Bulgarije          | Sevlievo             |
| 21                 | 2002       | Zweden             | Uddevalla            |
| 22                 | 2002       | België             | Genk                 |
| 23                 | 2002       | Duitsland          | Gaildorf             |
| 24                 | 2002       | Tsjechië           | Loket                |
| 25                 | 2002       | Rusland            | Moskou               |
| MotocrossGP-klasse |            |                    |                      |
| 26                 | 2003       | Spanje             | Bellpuig             |
| 27                 | 2003       | Nederland          | Valkenswaard         |
| 28                 | 04-05-2003 | Duitsland          | Teutschenthal        |
| MX1-klasse         |            |                    |                      |
| 29                 | 04-04-2004 | Portugal           | Águeda               |
| 30                 | 27-06-2004 | België             | Neeroeteren          |
| 31                 | 04-07-2004 | Zweden             | Uddevalla            |
| 32                 | 01-08-2004 | Tsjechië           | Loket                |
| 33                 | 29-08-2004 | Europa (Duitsland) | Gaildorf             |
| 34                 | 26-09-2004 | Zuid-Afrika        | Sun City             |
| 35                 | 15-05-2005 | Europa (Duitsland) | Teutschenthal        |
| 36                 | 31-07-2005 | Wallonië           | Nismes               |
| MX3-klasse         |            |                    |                      |
| 37                 | 01-04-2007 | Frankrijk          | Castelnau-de-Lévis   |
| 38                 | 11-04-2010 | Frankrijk          | Castelnau-de-Lévis   |